# Aethognathus unicolor
Aethognathus unicolor är en stekelart som beskrevs av Subba Rao 1973. Aethognathus unicolor ingår i släktet Aethognathus och familjen sköldlussteklar.
Artens utbredningsområde är:
- Nigeria.
- Uganda.

Inga underarter finns listade i Catalogue of Life.